# Benzingia cornuta
Benzingia cornuta är en orkidéart som först beskrevs av Leslie Andrew Garay, och fick sitt nu gällande namn av Robert Louis Dressler. Benzingia cornuta ingår i släktet Benzingia och familjen orkidéer. Inga underarter finns listade i Catalogue of Life.